# 三良水库
三良水库是中国吉林省辽源市东辽县凌云乡境内的一座水库，位于西渭河上，建于1973年。水库正常库容为672万立方米，集雨面积为55平方千米，海拔为96.1米。